# HE4
HE4, podfrakcja 4 ludzkiego białka z komórek nabłonkowych najądrza (ang. human epididymis protein 4) – glikoproteina będąca markerem nowotworowym kodowanym przez gen WFDC2 na chromosomie 20. Marker jest stosowany w diagnostyce raka jajnika.
Podwyższoną ekspresję obserwuje się w 93–100% przypadków surowiczego raka jajnika, w 80–100% przypadków endometrialnego raka jajnika, w 50–83% przypadków jasnokomórkowego raka jajnika, a nie stwierdza się jego ekspresji w raku śluzowym. Na stężenie HE4 wpływa mniej chorób nienowotworowych niż w przypadku CA 125. W porównaniu do CA 125 stężenie HE4 jest rzadziej podwyższone w łagodnych nowotworach jajnika, a także w przypadku endometriozy. Na stężenie HE4 wpływa wiek, palenie papierosów oraz przewlekła choroba nerek.
Szacuje się, że HE4 wykazuje czułość wynoszącą 72% i wysoką swoistość wynoszącą 95%. Połączenie markera z CA 125 znacząco podnosi skuteczność badania w wykrywaniu raka jajnika. Wraz z markerem CA 125 jest stosowany w algorytmie ROMA, który jest pomocniczo stosowany w diagnostyce różnicowej nowotworów złośliwych jajnika od nowotworów łagodnych. Niektóre prace sugerują przewagę HE4 nad CA 125 w wykrywaniu wznowy lub progresji raka jajnika.